# Pełnomocnik Rządu do Spraw Obsługi Środków Finansowych Pochodzących z Unii Europejskiej
Pełnomocnik Rządu do Spraw Obsługi Środków Finansowych Pochodzących z Unii Europejskiej – jednostka organizacyjna Ministerstwa Finansów istniejąca w latach 1998–2001, powołana w celu kierowania i zarządzania środkami finansowych pochodzących z Unii Europejskiej do czasu uzyskania pełnego członkostwa w Unii Europejskiej.

## Powołanie Pełnomocnika
Na podstawie rozporządzenia Rady Ministrów z 1998 r. w sprawie ustanowienia Pełnomocnika Rządu do Spraw Obsługi Środków Finansowych Pochodzących z Unii Europejskiej powołano Pełnomocnika. Ustanowienie Pełnomocnika miało ścisły związek z ustawą z 1996 r. o organizacji i trybie pracy Rady Ministrów oraz o zakresie działania ministrów.
Funkcję Pełnomocnika pełnił Podsekretarz Stanu w Ministerstwie Finansów.

## Zadania Pełnomocnika
Do zadań Pełnomocnika należało:
- przyjmowanie i przekazywanie środków finansowych z Unii Europejskiej na wyodrębniony rachunek w Narodowym Banku Polskim, zgodnie z planem finansowym opartym na decyzjach programowych podjętych przez Radę Ministrów, po przedstawieniu przez Komitet Integracji Europejskiej,
- przekazywanie, na podstawie odrębnych umów, środków finansowych pochodzących z Unii Europejskiej instytucjom wdrażającym programy realizowane na podstawie decyzji,
- przekazywanie środków z budżetu państwa na współfinansowanie programów,
- zapewnienie płynności zasilania finansowego ze środków Unii Europejskiej do realizacji programów,
- składanie sprawozdań Radzie Ministrów i Komitetowi Integracji Europejskiej oraz formułowanie wniosków w zakresie przygotowywania Polski do włączenia w system finansowania Unii Europejskiej,
- kontrola finansowa wydatkowania środków.

Organy administracji rządowej zobowiązane były do współdziałania i udzielania pomocy Pełnomocnikowi, w szczególności przez udostępnianie informacji niezbędnych do realizacji jego zadań.
Obsługę merytoryczną, organizacyjno-prawną, techniczną i kancelaryjno-biurową w zakresie zadań Pełnomocnika zapewniało Ministerstwo Finansów.

## Działania Pełnomocnika z 2001 r.
Na podstawie ustawy z 1996 r. o organizacji i trybie pracy Rady Ministrów oraz o zakresie działania ministrów dokonano zmian w zadaniach Pełnomocnika.
Do zadań Pełnomocnika należały zagadnienia z zakresu zarządzania finansowego środkami pomocy przedakcesyjnej, w tym w szczególności:
- przyjmowanie i przekazywanie środków finansowych z Unii Europejskiej na wyodrębniony rachunek w Narodowym Banku Polskim, zgodnie z planem finansowym opartym na decyzjach programowych podjętych przez Radę Ministrów, po przedstawieniu przez Komitet Integracji Europejskiej,
- zatwierdzanie planów finansowych
- przekazywanie, na podstawie odrębnych umów, środków finansowych pochodzących z Unii Europejskiej instytucjom wdrażającym programy realizowane na podstawie decyzji,
- przekazywanie środków z budżetu państwa na współfinansowanie programów,
- zapewnienie płynności zasilania finansowego ze środków Unii Europejskiej do realizowania programów,
- składanie sprawozdań Radzie Ministrów i Komitetowi Integracji Europejskiej oraz formułowanie wniosków w zakresie przygotowania Polski do włączenia w system finansowania Unii Europejskiej,
- kontrola finansowa wydatkowania środków,
- wydawanie i cofanie Aktu akredytacji oraz podejmowanie decyzji w innych sprawach wynikających z umów zawartych między Rzeczpospolitą Polską a Unią Europejską,
- powoływanie organów opiniodawczo-doradczych lub pomocniczych, o charakterze stałym lub doraźnym, w sprawach należących do zakresu działania Pełnomocnika.

## Zniesienie urzędu Pełnomocnika
Na podstawie rozporządzenia Rady Ministrów z 2001 r. w sprawie zniesienia niektórych pełnomocników Rządu zlikwidowano urząd Pełnomocnika.